# Любимов, Вячеслав Николаевич
Вячеслав Николаевич Любимов (род. 17 января 1947 года, село Самодуровка, Моршанский район, Тамбовская область, РСФСР, СССР) — губернатор Рязанской области (1996—2004).

## Биография
Родился 17 января 1947 года в селе Самодуровка Тамбовской области (РСФСР, СССР).

### Образование
Окончил Рязанский политехникум в 1964 году, Горьковскую Высшую партийную школу в 1979 году, Рязанский сельскохозяйственный институт в 1985 году.
С 1964 года работал на Пермском нефтекомбинате, на нефтезаводе в Рязани. В 1973 году был направлен по комсомольской путевке на строительство Рязанской ГРЭС, работал плотником-бетонщиком, мастером.

### Политическая деятельность
Член КПСС до августа 1991 года.
С 1978 года — на партийной работе, в 1986 году был избран первым секретарем Пронского, а в 1987 году — Кораблинского райкома КПСС, впоследствии стал председателем райсовета[когда?].
В 1990 году избран народным депутатом РСФСР, был членом Совета Национальностей Верховного Совета РФ, член Комитета по социальному развитию села, аграрным вопросам и продовольствию и Комиссии Совета Национальностей Верховного Совета по вопросам социального и экономического развития автономных республик, автономных областей, автономных округов и малочисленных народов, являлся членом Конституционной комиссии, входил во фракцию «Россия» и блок «Российское единство». В сентябре 1993 года выступил против разгона Верховного Совета и до последнего момента находился в Белом доме.
В 1993 году был заместителем начальника Главного управления мелиорации и водного хозяйства Министерства сельского хозяйства РФ. В 1993 году был избран в Совет Федерации первого созыва, был заместителем председателя Комитета СФ по аграрной политике. С июля 1995 года — аудитор Счетной палаты РФ.
В декабре 1996 года был избран губернатором Рязанской области. По должности с 1996 по 2001 год входил в состав Совета Федерации, являлся заместителем председателя Комитета СФ по вопросам безопасности и обороны. 17 декабря 2000 года был избран губернатором на второй срок во втором туре выборов, набрав 65 % голосов избирателей, участвовавших в голосовании и победив В. Рюмина (26,92 %).
В марте 2004 года вновь участвовал в выборах губернатора Рязанской области, в первом туре 14 марта набрал 21,3 % голосов избирателей и, заняв третье место, выбыл из дальнейшей борьбы.
С 2006 года до 2012 года работал директором Рязанского регионального филиала ОАО «Россельхозбанк»

## Награды
- Орден «Знак Почёта»
- Орден Почёта (25.4.2003) — за достигнутые трудовые успехи и многолетнюю добросовестную работу
- Медаль «За преобразование Нечерноземья РСФСР»
- Почётная грамота Совета Федерации Федерального Собрания Российской Федерации